# Séptima puerta
Séptima puerta: Historias inexplicables es una serie de televisión colombiana producida por Caracol Televisión en 2004 y 2005. Creada por Perla Ramírez y Ruth Viasús, entre sus guionistas contó con Armando Urrego, Ricardo Saldarriaga, Johny Ortiz, José Fernando Pérez y Julio Castañeda. En su primera parte fue protagonizada por Carolina Ramírez y Jorge López, a los cuales se sumaron más adelante Carolina Sepúlveda, Gustavo Ángel, Estefanía Borge y Fernando Solórzano.
La serie abordaba temas relacionados con misterio, eventos sobrenaturales, extraterrestres, eventos paranormales y otros casos similares. En la serie, que se desarrollaba en una revista (Séptima Puerta), la protagonista Jenny Candela (Carolina Ramírez y luego Estefanía Borge) y su compañero Tomás Cabal Amado (Jorge López) enfrentaban e investigaban los diferentes casos.

## Producción
Para la realización de Séptima puerta, el Canal Caracol utilizaba dos móviles, dos cámaras por cada una y alrededor de 50 personas entre actores y técnicos. Por ser una serie que diariamente contaba diferentes historias se estipula que un promedio de 120 actores participaban a lo largo de cada mes de producción.
En su segundo año de emisión, el seriado manejaba por capítulo tres locaciones: Una fija (que va en todos las emisiones) y dos adicionales en donde se desarrollaba la historia. El equipo artístico estaba conformado por 4 actores protagónicos, 3 actores invitados, un número aproximado de 5 figurantes y entre uno a diez extras según se requiera. Además de "El Capi".

## Trama principal
Jenny Candela (Carolina Ramírez) y Tomás Cabal Amado (Jorge López) son dos periodistas que buscan noticias de eventos paranormales y terroríficos. Siempre que se presentaba algo anormal, ellos iban al lugar de los hechos para investigar y resolvían casos que no son nada habituales en la vida cotidiana, como apariciones de fantasmas, ruidos extraños, movimientos raros y muchas más cosas sobrenaturales. Todo se torna tan difícil que necesitan a alguien más, y es en ese entonces cuando llega Luisa Zapata (Carolina Sepúlveda) y la contratan, desde ese entonces empiezan a presentarse anormalidades en hospitales médicos, en hospitales mentales y manicomios, en casas antiguas, cuevas y lugares solitarios, para encontrarse con hechos por resolver.

## Temporadas
Primera temporada: (17 de agosto de 2004 - 16 de mayo de 2005) El periodista e investigador Tomás y la fotógrafa e investigadora Jenny trabajan en una casa, donde queda la revista la Séptima puerta, ahí realizan artículos sobre actividades paranormales que pasan constantemente para luego publicarlos en la revista. Son amigos, pero al pasar del tiempo, ellos empiezan a tener sentimientos más allá de una amistad, pero no se atreven a decirlo. A medida que transcurre la temporada llega una nueva periodista a trabajar a la revista, es Luisa y forma una buena relación con Tomás y Jenny. 
El fin de esta temporada es marcado, hay una secta de hombrecillos anormales (parecidos a unas cebras) que tienen un espejo con el que buscan revivir el hijo del maligno, Tomás va para investigar a fondo lo que ocurre, pues ha estado teniendo pesadillas sobre el lugar de la secta en los que Jenny le pide que la salve en ese lugar, al llegar Tomas allí hay una voz distorsionada que le habla para que se acerque al espejo y termine siendo succionado, Jenny triste con la muerte de Tomás hace lo mismo, va al lugar de los hechos, pero en esta ocasión la voz se personifica y le hace ver a Tomas, cuando Jenny se acerca al espejo, Luisa tiene un presentimiento en la oficina y grita "Jenny no, no te acerques al espejo" (también Jenny dijo esto, cuando Tomás se acercaba allí), después de que Jenny trataba de salvar a Tomás fue atrapada por el espejo. Luisa va a ver porque paso esto y busca el lugar, ahora esa voz se personifica en Jenny y en Tomás, pero cuando Luisa está a punto de ser succionada por el espejo, un ser llamado Iván (Fernando Solórzano) la salva del espejo y termina haciendo un trato con el ser maligno del espejo para que le devuelva a Tomás y a Jenny. Lo logra, pero los regresa sin cuerpo, él hace un trato con las almas de Tomás y Jenny para que vuelvan a la vida, aunque no recordaran nada, como pasara con Luisa, y ellos tendrán otros cuerpos, aceptan y el final del capítulo termina con los nuevos Tomás y Jenny en la revista junto a Luisa como si se conocieran de siempre, contratando a Iván como nuevo empleado. 
Segunda temporada: (17 de mayo de 2005-21 de noviembre de 2005) En la llamada Nueva Etapa hay más casos paranormales, resuelven casos más difíciles y terroríficos, e Iván les ayuda durante varios capítulos a resolverlos. 
Cabe notar que en esta temporada también apareció Carolina Ramírez en varios capítulos interpretando diferentes personajes, tal como en el capítulo El exterminio, y aunque a Tomás y a Luisa se les hizo conocida por la antigua Jenny, no lograron reconocerla. 
Tercera temporada (cancelada y posible regreso en 2023): Se estimaba una tercera temporada para febrero de 2006, pero fue cancelada. Varios actores renunciaron, y la producción pensó que no tendría sentido que en la tercera temporada volvieran a aparecer como protagonistas Carolina Ramírez y Jorge López siendo ya explicado a que se debía que ellos habían cambiado de rol o físicamente. En 2023, volverá la serie en formato de pódcast.

## Premios

### Premios TVyNovelas
- Mejor serie